# 氯氰菊酯
氯氰菊酯（cypermethrin），又名滅百可、興棉寶、安綠寶、賽滅靈、賽滅寧，是常用的殺蟲劑，應用於大規模商業農業以及家庭用途。
氯氰菊酯是一種合成的除蟲菊精類，對於昆蟲是一種速效神經毒素。氯氰菊酯常以黃色至琥珀色粘稠液體呈現，雖然難溶解於水，但能溶解於有機溶劑，例如醇類、氯代烴類、酮類、環己烷、苯、二甲苯等等。雖然它在土壤和植物上容易分解，但在室內環境表面可以殘留數周。儘管對光熱都還算穩定，但是陽光、水、氧氣會加速分解氯氰菊酯。它具觸殺和胃毒作用，藥效比氯菊酯高，適用於防蟲殺蟲，例如蠅類、蚊類和蚋屬等昆蟲。根據NPTN（National Pesticides Telecommunications Network）的研究顯示，氯氰菊酯對於魚類有極高的毒性。

## 人體暴露
氯氰菊酯通過皮膚接觸或經口攝取具有中等毒性，對皮膚和眼睛具有刺激性。皮膚暴露的症狀包括麻木、刺痛感、癢感、灼燒感、膀胱失控、運動失調、癲癇發作，甚至有可能導致死亡。擬除蟲菊酯可能對中樞神經系統產生不良影響。有志願者在耳垂上暴露於130 μg/cm²，結果經歷了局部刺痛感和灼燒感。有一名男子誤將含有10%濃度氯氰菊酯的油當作食用油使用，在進食後死亡。進食後立即出現噁心、長時間嘔吐、胃痛和腹瀉，隨後發生痙攣，意識喪失並進入昏迷。其他家庭成員的症狀較輕，在經過醫院治療後存活了下來。氯氰菊酯可能引發過敏性皮膚反應。過度暴露會引起噁心、頭痛、肌力減弱、唾液分泌過多、呼吸困難和癲癇發作。氯氰菊酯在體內會被酶水解成幾種羧酸代謝物，從而失去活性，並經尿液排出。工人暴露情況可以通過測量尿液中的代謝物來監測，但嚴重的過度暴露可以通過血液或血漿中的濃度測定來確認。

## 動物實驗
氯氰菊酯對貓具有極高的毒性，貓無法承受犬用劑量的氯氰菊酯。這是因為貓缺乏代謝氯氰菊酯所需的葡萄糖醛酸酶，使其在體內停留時間較長。
在雄性大鼠中，氯氰菊酯顯示出對生殖器的毒性。連續15天攝入後，雄性大鼠的雄激素受體水平和血清睾酮水平均顯著下降。這些數據表明，氯氰菊酯會對精細管和精子生成功能造成損害。
當大鼠成年後長期暴露於氯氰菊酯，會引起多巴胺能神經變性。出生後暴露則會提高成體再次暴露時對多巴胺能神經變性的敏感性。
在大鼠妊娠期間暴露於氯氰菊酯，會導致發育遲緩的幼崽出生。雄性大鼠暴露後，異常精子比例增加。氯氰菊酯還會對基因造成損害，增加小鼠骨髓和脾臟中的染色體異常。在雌性小鼠中，氯氰菊酯暴露會增加肺癌的發生頻率，這表明對人類也可能具有致癌性。此外，氯氰菊酯還與小鼠及人類骨髓微核的增加相關聯。
有研究顯示，氯氰菊酯會抑制對細胞生長起重要作用的「間隙連接介導的細胞間通信」，這一過程通常會被致癌物質所阻礙。另有研究指出，氯氰菊酯的殘留物可在空氣中、牆壁、地板、家具表面等處持續84天。

## 環境影響
氯氰菊酯是一種應用範圍廣泛的殺蟲劑，不僅會殺死目標昆蟲，還會殺死益蟲。魚類特別容易受到影響，但如果按照指示使用，在住宅區周圍噴灑對水生生物幾乎沒有危險。經常暴露於氯氰菊酯的昆蟲會迅速發展出抗藥性，這可能會使其效果變得無效。

## 外部連結
- 氯氰菊酯
- 氯氰菊酯 （页面存档备份，存于）（英語）